# Regering-Szapáry

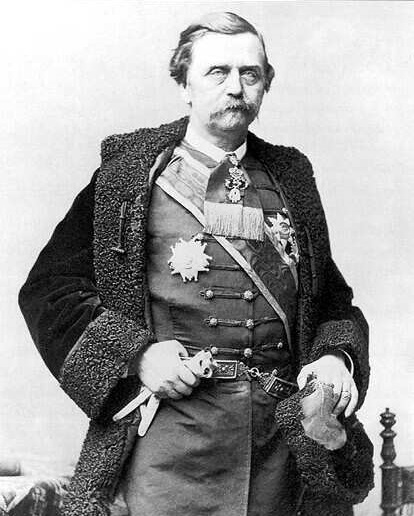
Graaf Szapáry in 1890

De regering-Szapáry was de zevende regering die Hongarije bestuurde sinds de Ausgleich. De regering stond onder leiding van graaf Gyula Szapáry en was in functie van maart 1890 tot november 1892.

## Geschiedenis
De voorgaande regering-Kálmán Tisza trad af na rellen, in eerste instantie omdat ze een wet had ontworpen om onafhankelijkheidsstrijder Lajos Kossuth zijn Hongaars staatsburgerschap te ontnemen. Hierna werd graaf Szapáry aangesteld als Hongaars regeringsleider.
Een van de belangrijkste verwezenlijkingen van zijn regering was de introductie van de Oostenrijks-Hongaarse kroon, gebaseerd op de waarde van goud, de zogenaamde goudstandaard. De nieuwe munt werd ingevoerd in de hele Donaumonarchie. De nieuwe munt was vooral de verdienste van minister van Financiën Sándor Wekerle. De regering slaagde er ook in de Saksische Volkspartij (Hongaars: Szász Néppárt), de partij die de belangen van de Zevenburger Saksen behartigde, te doen fuseren met de Liberale Partij. Een andere maatregel was een verplichte inleiding tot de Hongaarse taal, hetgeen niet naar de zin van de minderheden was.
Ze kon een bestuurlijke en kerkelijke hervorming echter niet verwezenlijkt krijgen en stuitte meer specifiek op weerstand tegen een wet over het burgerlijk huwelijk. Nadat de oppositie bij de verkiezingen van januari-februari 1892 terrein won, trad Szapáry af en nam Sándor Wekerle het roer even over. Hierna trok Szapáry zich bovendien tijdelijk terug uit de actieve politiek.

## Samenstelling
| Functie en bevoegdheden                                     | Naam                        | Termijn                            |  | Partij                          |
| ----------------------------------------------------------- | --------------------------- | ---------------------------------- |  | ------------------------------- |
| Premier Minister van Binnenlandse Zaken                     | Gyula Szapáry               | 13 maart 1890 – 17 november 1892   |  | Liberale Partij                 |
| Minister van Financiën                                      | Sándor Wekerle              | 15 maart 1890 – 19 november 1892   |  | Liberale Partij                 |
| Minister van Justitie                                       | Dezső Szilágyi              | 15 maart 1890 – 19 november 1892   |  | Liberale Partij                 |
| Minister van Defensie                                       | Géza Fejérváry              | 15 maart 1890 – 19 november 1892   |  | partijloos                      |
| Minister naast de Koning                                    | Béla Orczy                  | 15 maart 1890 – 24 december 1890   |  | Liberale Partij                 |
| Minister naast de Koning                                    | László Szőgyény-Marich      | 24 december 1890 – 24 oktober 1892 |  | Liberale Partij                 |
| Minister naast de Koning                                    | Géza Fejérváry (waarnemend) | 24 oktober 1892 – 19 november 1892 |  | partijloos                      |
| Minister van Godsdienst en Onderwijs                        | Albin Csáky                 | 15 maart 1890 – 19 november 1892   |  | Liberale Partij                 |
| Minister van Landbouw                                       | András Bethlen              | 15 maart 1890 – 19 november 1892   |  | Liberale Partij                 |
| Minister van Handel                                         | Gábor Baross                | 15 maart 1890 – 9 mei 1892         |  | Liberale Partij                 |
| Minister van Handel                                         | Sándor Wekerle (waarnemend) | 10 mei 1892 – 16 juli 1892         |  | Liberale Partij                 |
| Minister van Handel                                         | Béla Lukács                 | 16 juli 1892 – 19 november 1892    |  | Liberale Partij                 |
| Minister van Kroatisch-Slavoons-Dalmatische Aangelegenheden | Emerik Josipović            | 15 maart 1890 – 19 november 1892   |  | Kroatische Unionistische Partij |